# Étoile à plomb
Une étoile à plomb est une étoile de faible métallicité présentant une surabondance en plomb et en bismuth par rapport aux autres éléments issus de la nucléosynthèse par processus s. Il s'agit d'un type particulier d'étoile à CH, qui est lui-même un type particulier d'étoile carbonée.